# Seat Sandal
Seat Sandal är en bergstopp i Storbritannien.   Den ligger i grevskapet Cumbria och riksdelen England, i den centrala delen av landet, 400 km nordväst om huvudstaden London. Toppen på Seat Sandal är 736 meter över havet, eller 161 meter över den omgivande terrängen. Bredden vid basen är 1,1 km.
Terrängen runt Seat Sandal är huvudsakligen kuperad.Runt Seat Sandal är det ganska tätbefolkat, med 60 invånare per kvadratkilometer. Närmaste större samhälle är Ambleside, 7,7 km söder om Seat Sandal. Trakten runt Seat Sandal består i huvudsak av gräsmarker.